# Straßenradsport-Weltmeisterschaften 1997
Die Straßenradsport-Weltmeisterschaften 1997 fanden vom 7. bis 12. Oktober in der spanischen Stadt San Sebastián statt. Es wurden insgesamt zehn Entscheidungen in den Disziplinen Einzelzeitfahren und Straßenrennen  sowie in den Kategorien Frauen, Männer, Männer U23, Junioren und Juniorinnen ausgefahren.

## Männer

### Straßenrennen (265,5 km)
| Platz | Athlet           | Land | Zeit         |
| ----- | ---------------- | ---- | ------------ |
| 1     | Laurent Brochard | FRA  | 6:16:48 h    |
| 2     | Bo Hamburger     | DEN  | gleiche Zeit |
| 3     | Léon van Bon     | NED  | gleiche Zeit |

Brochard setzte sich im Sprint einer Spitzengruppe gegen Hamburger durch. Der Vierte Udo Bölts äußerte sich enttäuscht über seine „Blechmedaille“.

### Einzelzeitfahren (43,8 km)
| Platz | Athlet               | Land | Zeit         |
| ----- | -------------------- | ---- | ------------ |
| 1     | Laurent Jalabert     | FRA  | 52:01,19 min |
| 2     | Serhij Hontschar     | UKR  | 52:04,51 min |
| 3     | Christopher Boardman | GBR  | 52:21,72 min |

## Frauen

### Straßenrennen (108 km)
| Platz | Athletin               | Land | Zeit         |
| ----- | ---------------------- | ---- | ------------ |
| 1     | Alessandra Cappellotto | ITA  | 2:44:37 h    |
| 2     | Elizabeth Tadich       | AUS  | gleiche Zeit |
| 3     | Catherine Marsal       | FRA  | gleiche Zeit |

### Einzelzeitfahren (28 km)
| Platz | Athletin               | Land | Zeit         |
| ----- | ---------------------- | ---- | ------------ |
| 1     | Jeannie Longo-Ciprelli | FRA  | 39:15,21 min |
| 2     | Sulfija Sabirowa       | RUS  | 39:16,06 min |
| 3     | Judith Arndt           | GER  | 39:44,90 min |

## U23 Männer

### Straßenrennen (162 km)
| Platz | Athlet            | Land | Zeit         |
| ----- | ----------------- | ---- | ------------ |
| 1     | Kurt Asle Arvesen | NOR  | 3:46:28 h    |
| 2     | Óscar Freire      | ESP  | 4:00:46 h    |
| 3     | Gerrit Glomser    | AUT  | gleiche Zeit |

### Einzelzeitfahren (32 km)
| Platz | Athlet         | Land | Zeit         |
| ----- | -------------- | ---- | ------------ |
| 1     | Fabio Malberti | ITA  | 40:41,55 min |
| 2     | László Bodrogi | HUN  | 41:08,03 min |
| 3     | David George   | RSA  | 41:12,16 min |

## Junioren

### Straßenrennen (121,5 km)
| Platz | Athlet            | Land | Zeit         |
| ----- | ----------------- | ---- | ------------ |
| 1     | Crescenzo d’Amore | ITA  | 2:54:49 h    |
| 2     | Martin Bolt       | SUI  | gleiche Zeit |
| 3     | Margus Salumets   | EST  | gleiche Zeit |

### Einzelzeitfahren (28 km)
| Platz | Athlet           | Land | Zeit      |
| ----- | ---------------- | ---- | --------- |
| 1     | Torsten Hiekmann | GER  | 35:56 min |
| 2     | Michael Rogers   | AUS  | 35:57 min |
| 3     | Alexei Markow    | RUS  | 36:11 min |

## Juniorinnen

### Straßenrennen (67,5 km)
| Platz | Athletin          | Land | Zeit         |
| ----- | ----------------- | ---- | ------------ |
| 1     | Mirella van Melis | NED  | 1:50:19 h    |
| 2     | Nicole Brändli    | SUI  | gleiche Zeit |
| 3     | Sofie Andersson   | SUE  | gleiche Zeit |

### Einzelzeitfahren (13 km)
| Platz | Athletin               | Land | Zeit      |
| ----- | ---------------------- | ---- | --------- |
| 1     | Olga Sabelinskaja      | RUS  | 19:56 min |
| 2     | Sylvia Hübscher        | GER  | 20:32 min |
| 3     | Maria Mercedes Cagigas | ESP  | 20:33 min |

## Medaillenspiegel
| Medaillenspiegel |                |      |        |        |        |
| Platz            | Land           | Gold | Silber | Bronze | Gesamt |
| 1                | Frankreich     | 3    | –      | 1      | 4      |
| 2                | Italien        | 3    | –      | –      | 3      |
| 3                | Russland       | 1    | 1      | 1      | 3      |
| 3                | Deutschland    | 1    | 1      | 1      | 3      |
| 5                | Niederlande    | 1    | –      | 1      | 2      |
| 6                | Norwegen       | 1    | –      | –      | 1      |
| 7                | Australien     | –    | 2      | –      | 2      |
| 7                | Schweiz        | –    | 2      | –      | 2      |
| 9                | Spanien        | –    | 1      | 1      | 2      |
| 10               | Dänemark       | –    | 1      | –      | 1      |
| 10               | Ukraine        | –    | 1      | –      | 1      |
| 10               | Ungarn         | –    | 1      | –      | 1      |
| 13               | Großbritannien | –    | –      | 1      | 1      |
| 13               | Österreich     | –    | –      | 1      | 1      |
| 13               | Südafrika      | –    | –      | 1      | 1      |
| 13               | Estland        | –    | –      | 1      | 1      |
| 13               | Schweden       | –    | –      | 1      | 1      |